# Чепиков, Константин Романович
Константин Романович Че́пиков (25 декабря 1900  [7 января 1901], Владимирское, Смоленская губерния — 24 июля 1989, Москва) — советский учёный-геолог, специалист в области геологии нефти. Лауреат Сталинской премии I степени (1946), член-корреспондент АН СССР (1953).

## Биография
Родился 25 декабря 1900 (7 января 1901) года в селе Владимирское, Смоленская губерния.
В 1929 году окончил МГА.
Доктор геолого-минералогических наук.
Проводил геологические исследования с целью поисков нефти на Керченском полуострове, Северном Кавказе, в Сибири и Урало-Поволжье.
С 1947 года — заведующий лабораторией геологии нефти Института геологических наук АН СССР.
С 1954 года — заместитель директора Института нефти АН СССР.
Умер 24 июля 1989 года. Похоронен в Москве на Даниловском кладбище (участок № 4).

## Членство в организациях
- 1919 — член РКП(б).
- 1953 — член-корреспондент АН СССР.

## Награды
- Сталинская премия первой степени (1946) — за открытие месторождений девонской нефти в Восточных районах СССР[2]
- орден Октябрьской революции (1971),
- два ордена Трудового Красного Знамени (1954, 1975)
- орден Дружбы народов (1981)
- медаль «За боевые заслуги» (1967)
- медаль «60 лет Вооружённых Сил СССР» (1975)
- Почетный нефтяник
- Почётный разведчик недр
- Почетный работник газовой промышленности